# 앨릭스 커츠먼

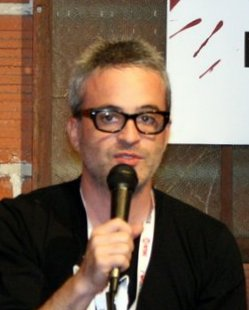
앨릭스 커츠먼

앨릭스 커츠먼(Alex Kurtzman, 1973년 9월 7일 ~ )은 미국의 텔레비전 · 영화 프로듀서, 감독, 시나리오 작가이다.